# Ofensiva de Llevant

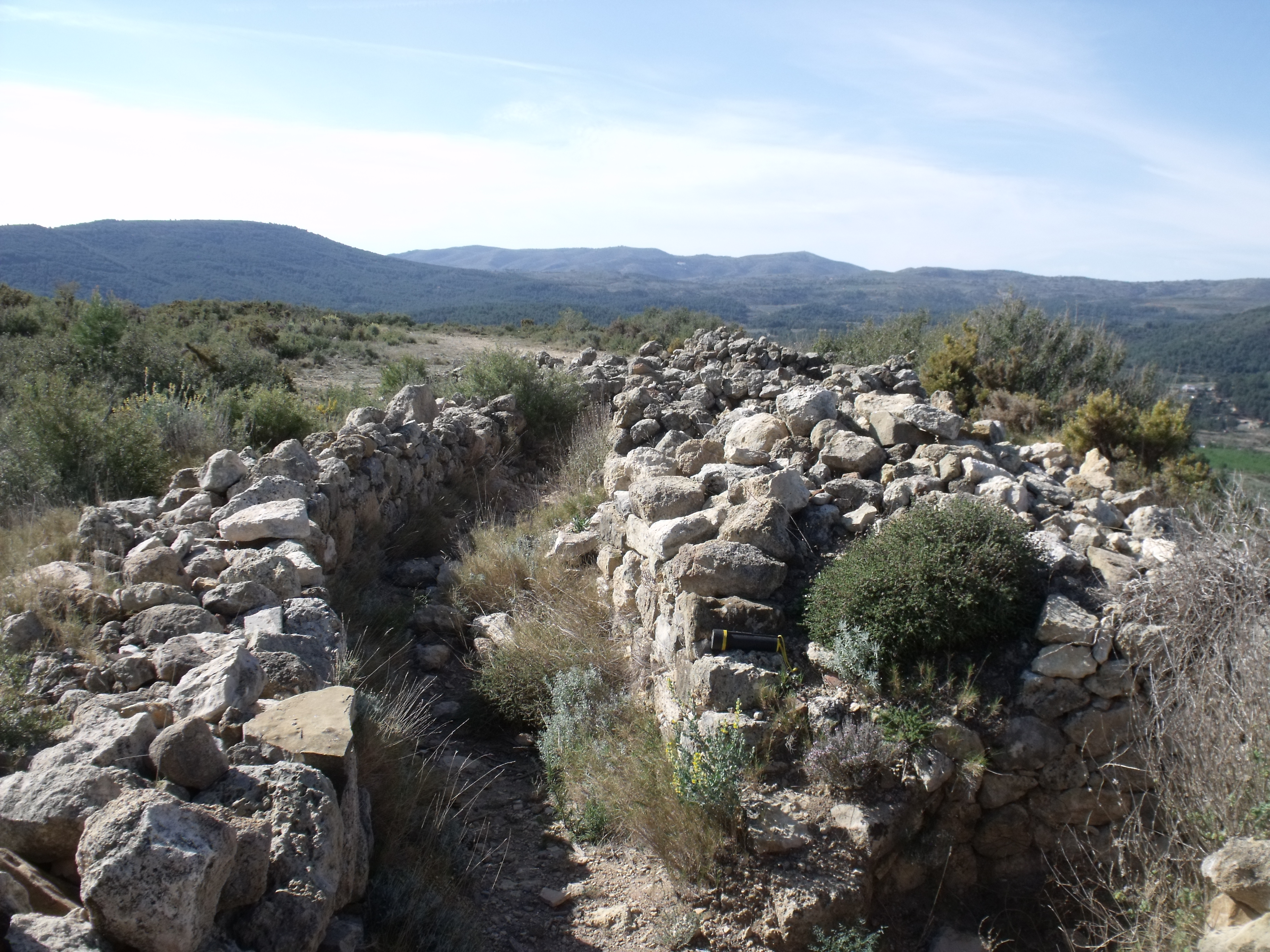
Fortificació de la Línea XYZ a Viver

L'Ofensiva del Llevant, fou una campanya llançada per l'exèrcit franquista amb l'objectiu de capturar la ciutat de València, una vegada les tropes franquistes havien aconseguit arribar a la costa de Vinaròs el 15 d'abril de 1938 i dividir en dues parts la franja republicana de la costa mediterrània.
Davant la incomprensió dels seus generals, Franco decideix no atacar Catalunya i desviar l'ofensiva cap a València, que havia sigut capital de la República entre el 6-7 de novembre de 1936 i el 31 d'octubre de 1937.
Les operacions s'iniciaren el mes de maig de 1938 amb l'objectiu d'arribar primer a Sagunt, des del sud d'Aragó, i des de la costa de Castelló. Les operacions de l'exèrcit franquista foren comandades pels generals José Enrique Varela i Antonio Aranda, els quals devien avançar des de Terol cap a la mar, travessant les muntanyes del Maestrat i de la Serra d'Espadà.
L'ofensiva de Llevant va comptar amb una resistència ben organitzada per part de l'exèrcit de la República, que ja havia disposat d'una enorme línia de fortificacions i trinxeres amb diversos nivells, coneguda com a Línia XYZ o línia Matallana.
L'inici de la batalla de l'Ebre, al mes de juliol de 1938 deixaria en suspès aquesta ofensiva de Llevant, que finalment va costar 20.000 baixes a l'exèrcit rebel i 5.000 als defensors de l'exèrcit popular de la República. És considerada la major derrota de l'exèrcit franquista durant la Guerra Civil.